# Yu-Gi-Oh! Sevens
Yu-Gi-Oh! Sevens (遊☆戯☆王SEVENS（セブンス） Yū-Gi-Ō Sebunsu?) es una serie japonesa anime por Bridge. Es la séptima serie de anime spin-off de la franquicia de Yu-Gi-Oh!, sucediendo a Yu-Gi-Oh! VRAINS, y la séptima serie de anime en general.
La serie fue sucedida por Yu-Gi-Oh! Go Rush!!.

## Argumento
En un futuro no muy lejano, Ciudad Goha está gobernada por su corporación más grande, "Goha Corp", desde las escuelas hasta las reglas de duelo y gran parte de la vida cotidiana. Yuga Oudou, que asiste a la Primaria Goha #7, esta decidido a cambiar este mundo que es demasiado estricto para los niños, y luchar por su camino a través de los "Duelo Rush" un nuevo modo de juego y que es de su invención.

## Personajes
- Yuga Ohdo (王道 遊 我, Ōdō Yūga)

Seiyū: Hiiro Ishibashi, Bryson Baugus (Inglés), Pablo Moreno (Español Latino)
Protagonista principal. Es un alumno entusiasta de quinto grado que juega con las máquinas y crea nuevas reglas de juego que se aplican para realizar los Rush Duels.
- Tatsuhisa Kamijō/Lucidien Kallister (上 城 龍 久, Kamijō Tatsuhisa)

Seiyū: Taku Yashiro, Matthew Gumley (Inglés), Alberto Bernal (Español Latino)
Es el mejor amigo de Yuga Ohdo. Aspira a convertirse en el Rey de los Juegos, participando en los Rush Duels de Yuga, siendo su rival.
- Gakuto Sōgetsu/Gavin Sogetsu (蒼 月 学 人, Sōgetsu Gakuto)

Seiyū: Natsuki Hanae, Barrett Leddy (Inglés), Eduardo Martínez (Español Latino)
Está en el Consejo Estudiantil de la Escuela de Primaria Goha 7. Es el heredero aparente del estilo de Duelo Sogetsu.
- Romin Kirishima/Romin Kassidy (霧 島 ロ ミ ン, Kirishima Romin)

Seiyū: Tomori Kusunoki, Abby Espiritu (Inglés), María José Moreno (Español Latino)
Es una compañera de clase de Yuga Ohdo, y una talentosa estudiante y deportista que es la guitarrista principal de RoaRomin, la banda de la escuela de primaria.

## Producción
Yu-Gi-Oh! SEVENS se anunció por primera vez como un sexto spin-off sin título de Yu-Gi-Oh! y su franquicia de anime el 21 de julio del año 2019. Se estrenó el 4 de abril de 2020. Por primera vez desde el año 1998 en la serie Yu-Gi-Oh!, el anime no será animado por Gallop, con Bridge asumiendo el cargo de estudio principal en la producción de animación. La serie está dirigida por Nobuhiro Kondo con guion de Toshimitsu Takeuchi y diseños de personajes de Kazuko Tadano e Hiromi Matsushita. El 1 de mayo de 2020, el sitio web de la serie anunció que el episodio 6 y los nuevos episodios en adelante se retrasarían debido a la Pandemia de COVID-19. El 13 de julio se anunció que la salida de nuevos episodios se retrasaría otra vez debido a la pandemia. La transmisión de nuevos episodios fue resumida el 8 de agosto de 2020. Un doblaje en inglés fue anunciado en 2021 y se estrenó el 6 de junio en Disney XD y un día después en Hulu en el año 2022 en Estados Unidos.

## Manga
Un manga spin-off del género comedia, titulado Yu-Gi-Oh! Sevens: Boku no Road Gakuen (My Road Academy), fue lanzado en la edición de septiembre de Saikyō Jump el 4 de agosto de 2020.
Otro manga spin-off, titulado Yu-Gi-Oh! SEVENS Luke! Explosive Supremacy Legend!! (遊☆戯☆王 ＳＥＶＥＮＳ ルーク！爆裂覇道伝！！ 'Yū☆Gi☆Ō Sebunsu Rūku! Bakuretsu Hadō Den!!'?), fue lanzado en la edición de noviembre de V Jump el 19 de septiembre de 2020.

## Juego de cartas coleccionables
Yu-Gi-Oh! SEVENS estrena los Rush Duels, un formato de duelos similar al juego tradicional de Yu-Gi-Oh! y a los Speed Duel, aunque con un conjunto de reglas adicionales. Los jugadores solo pueden usar cartas diseñadas para los Rush Duels, que tienen un marco especial y una etiqueta de «RUSH DUEL» en la parte inferior de la carta.